# Flughafen Rincón de los Sauces

i8
i11
i13
Der Flughafen Rincón de los Sauces (spanisch: Aeropuerto de Rincón de los Sauces; IATA-Code: RDS, ICAO-Code: SAHS) ist ein öffentlicher Flughafen 6 km östlich von Rincón de los Sauces in der argentinischen Provinz Neuquén. Der Flughafen ist mit der Ölförderung der Gesellschaften Chevron und YPF verbunden.

## Flughafendaten
Der Flughafen hat eine Asphaltpiste mit 1500 m Länge und 30 m Breite. Die Seehöhe beträgt 585 m.

## Flugbetrieb
Die argentinische Fluggesellschaft American Jet Airlines fliegt die Route Flughafen Neuquén – Rincón de los Sauces vier Mal wöchentlich.

## Zwischenfälle
- Am 14. April 1976 riss an einer Avro 748 der argentinischen Yacimientos Petrolíferos Fiscales (Luftfahrzeugkennzeichen LV-HHB) im Flug nach einem Strukturversagen die rechte Tragfläche ab. Alle 34 Insassen kamen ums Leben. Dieselbe Maschine war am 30. August 1962 bereits in einen weiteren tödlichen Zwischenfall verwickelt, zu dem es ebenfalls wegen eines Strukturversagens gekommen war.[5]